# Sci di fondo agli XI Giochi olimpici invernali - 5 km femminile
La gara di sci di fondo femminile sulla distanza di 5 km si disputò il 9 febbraio dalle ore 9:00; il percorso aveva partenza e arrivo nello stadio Makomanai e presero parte alla competizione 43 atlete di 12 nazioni.

## Classifica
| Pos.    | Atleta                | Nazione          | Tempo Finale |
| ------- | --------------------- | ---------------- | ------------ |
| Oro     | Galina Kulakova       | Unione Sovietica | 17'00"50     |
| Argento | Marjatta Kajosmaa     | Finlandia        | 17'05"50     |
| Bronzo  | Helena Šikolová       | Cecoslovacchia   | 17'07"32     |
| 4       | Alevtina Oljunina     | Unione Sovietica | 17'07"40     |
| 5       | Hilkka Kuntola        | Finlandia        | 17'11"67     |
| 6       | Ljubov' Muchačëva     | Unione Sovietica | 17'12"08     |
| 7       | Berit Mørdre Lammedal | Norvegia         | 17'16"79     |
| 8       | Aslaug Dahl           | Norvegia         | 17'17"49     |
| 9       | Helena Takalo         | Finlandia        | 17'21"39     |
| 10      | Nina Fyodorova        | Unione Sovietica | 17'25"62     |
| 11      | Michaela Endler       | Germania Ovest   | 17'32"56     |
| 12      | Inger Aufles          | Norvegia         | 17'33"14     |
| 13      | Weronika Budny        | Polonia          | 17'38"74     |
| 14      | Renate Fischer        | Germania Est     | 17'41"07     |
| 15      | Eva Olsson            | Svezia           | 17'46"66     |
| 16      | Alena Bartošová       | Cecoslovacchia   | 17'47"25     |
| 17      | Katharina Mo-Berge    | Norvegia         | 17'49"06     |
| 18      | Martha Rockwell       | Stati Uniti      | 17'50"34     |
| 19      | Barbro Tano           | Svezia           | 17'54"53     |
| 20      | Gabi Haupt            | Germania Est     | 17'55"04     |
| 21      | Józefa Chromik        | Polonia          | 17'55"41     |
| 22      | Milena Cillerová      | Cecoslovacchia   | 17'56"22     |
| 23      | Władysława Majerczyk  | Polonia          | 17'56"55     |
| 24      | Monika Mrklas         | Germania Ovest   | 17'57"40     |
| 25      | Senja Pusula          | Finlandia        | 17'59"93     |
| 26      | Sharon Firth          | Canada           | 18'06"28     |
| 27      | Milena Chlumová       | Cecoslovacchia   | 18'12"22     |
| 28      | Anni Unger            | Germania Est     | 18'13"19     |
| 29      | Anna Gębala           | Polonia          | 18'13"43     |
| 30      | Christine Phillip     | Germania Est     | 18'17"02     |
| 31      | Barbara Britch        | Stati Uniti      | 18'18"37     |
| 32      | Birgitta Lindqvist    | Svezia           | 18'25"88     |
| 33      | Meeri Bodelid         | Svezia           | 18'29"07     |
| 34      | Hiroko Takahashi      | Giappone         | 18'32"75     |
| 35      | Shirley Firth         | Canada           | 18'36"07     |
| 36      | Alison Owen-Spencer   | Stati Uniti      | 18'54"76     |
| 37      | Tokiko Ozeki          | Giappone         | 19'00"82     |
| 38      | Harumi Imai           | Giappone         | 19'05"73     |
| 39      | Margie Mahoney        | Stati Uniti      | 19'15"13     |
| 40      | Roseanne Allen        | Canada           | 19'22"70     |
| 41      | Hellen Sander         | Canada           | 19'30"01     |
| 42      | Frances Lütken        | Gran Bretagna    | 19'40"17     |
| 43      | Akiko Akasaka         | Giappone         | 19'49"74     |